# Cloeon languidum
Cloeon languidum is een haft uit de familie Baetidae. De wetenschappelijke naam van de soort is voor het eerst geldig gepubliceerd in 1959 door Grandi.
De soort komt voor in het Palearctisch gebied.